# ری ری
ری ری (انگلیسی: Rye Rye؛ زادهٔ ۲۵ نوامبر ۱۹۹۰) یک موسیقی‌دان اهل ایالات متحده آمریکا است.

## فیلمشناسی
از فیلم‌ها یا برنامه‌های تلویزیونی که وی در آن نقش داشته‌است می‌توان به آثار زیر اشاره کرد.
- خیابان جامپ شماره ۲۱ (فیلم)